# Rumänien-Rundfahrt 1961
Das Etappenrennen Rumänien-Rundfahrt 1961 (rumänisch Turul ciclist al României) führte über dreizehn Etappen. Es war die 14. Austragung des Etappenrennens Rumänien-Rundfahrt. Gesamtsieger wurde Ion Cosma aus Rumänien.

## Teilnehmer
Am Start standen 52 Radrennfahrer aus der DDR, Dänemark, Jugoslawien und den Radsportvereinen Rumäniens. 30 Fahrer erreichten das Ziel der Rundfahrt in Bukarest.

## Rennen
Veranstalter war der rumänische Radsportverband. Die Gesamtdistanz betrug 1.867 Kilometer, wobei es keinen Ruhetag gab. Neben der Einzelwertung gab es eine Mannschaftswertung, eine Sprintwertung und ein Klassement für die besten Bergfahrer.

## Etappen
Die Rundfahrt führte über insgesamt dreizehn Etappen mit einem Einzelzeitfahren.
| Etappe | Strecke                            | Länge in km | Sieger                            |
| ------ | ---------------------------------- | ----------- | --------------------------------- |
| 1      | Rund um Bukarest                   | 93          | Gabriel Moiceanu, Rumänien        |
| 2      | Bukarest–Brașov                    | 170         | Gheorghe Rădulescu, Rumänien      |
| 3      | Brașov–Sibiu                       | 145         | Henning Jacob Jørgensen, Dänemark |
| 4      | Sibiu–Hunedoara Deva               | 147         | Ludovic Zanoni, Rumänien          |
| 5      | Caransebeș–Timișoara               | 110         | Gheorghe Calcișcă, Rumänien       |
| 6      | Timișoara–Oradea                   | 176         | Klaus Ampler, DDR                 |
| 7      | Oradea–Cluj-Napoca                 | 152         | Aurel Șelaru, Rumänien            |
| 8      | Cluj-Napoca–Dej (Einzelzeitfahren) | 44          | Constantin Dumitrescu, Rumänien   |
| 9      | Vatra Dornei–Suceava               | 108         | Constantin Dumitrescu, Rumänien   |
| 10     | Suceava–Iași                       | 174         | Gabriel Moiceanu, Rumänien        |
| 11     | Iași–Bacău                         | 125         | Ion Cosma, Rumänien               |
| 12     | Bacău–Galați                       | 182         | Stefan Ariton, Rumänien           |
| 13     | Brăila–Bukarest                    | 235         | Stefan Ariton, Rumänien           |

### Einzel (Gelbes Trikot)
Im Endklassement siegte Ion Cosma, der nach der 8. Etappe Gabriel Moiceanu in der Gesamtführung ablöste.
| Platz | Name                | Mannschaft | Zeit       |
| ----- | ------------------- | ---------- | ---------- |
| 1.    | Ion Cosma           | Rumänien   | 47:45:32 h |
| 2.    | Gabriel Moiceanu    | Rumänien   | + 1:03 min |
| 3.    | Gheorghe Rădulescu  | Rumänien   | + 2:51 min |
| 4.    | Günter Hoffmann     | DDR        | + 3:51 min |
| 5.    | Constantin Moiceanu | Rumänien   | + 4:47 min |
| 6.    | Ole Ritter          | Dänemark   | + 6:02 min |

### Mannschaftswertung
Die Mannschaftswertung gewann die rumänische Nationalmannschaft vor der DDR und Dänemark.

### Bergwertung
Sieger der Bergwertung wurde Constantin Dumitrescu.

### Sprintwertung
Diese Sonderwertung gewann der Rumäne Stefan Ariton.